# Олиб (Задар)
Олиб је насељено место у саставу града Задра, у Задарској жупанији, Република Хрватска.

## Географија
Насеље се налази на истоименом острву Олибу.

## Историја
До територијалне реорганизације у Хрватској налазио се у саставу старе општине Задар.

## Становништво
На попису становништва 2011. године, Олиб је имао 140 становника.

## Попис1991.
На попису становништва 1991. године, насељено место Олиб је имало 714 становника, следећег националног састава:
| Попис 1991.‍  | Попис 1991.‍  | Попис 1991.‍ | Попис 1991.‍ | Попис 1991.‍ |
| ------------ | ------------ | ----------- | ----------- | ----------- |
|              |              |             |             |             |
| Хрвати       | Хрвати       |             | 707         | 99,01%      |
| Срби         | Срби         |             | 3           | 0,42%       |
| неопредељени | неопредељени |             | 2           | 0,28%       |
| непознато    | непознато    |             | 2           | 0,28%       |
| укупно: 714  |              |             |             |             |